# Fatima el-Sharif
Sajjida Fatima el-Sharif (ara. فاطمة الشريف; ur. 1911 w Libii, zm. 3 października 2009 w Kairze, Egipt) – małżonka Idrisa I, ostatniego króla Libii przed przewrotem wojskowym Mu’ammara al-Kaddafiego. Po zamachu stanu resztę życia spędziła na uchodźstwie wraz z mężem w Kairze.